# Domaine souterrain de Savonnières-en-Perthois
Le domaine souterrain de Savonnières-en-Perthois se compose de plusieurs carrières souterraines dont une vaste carrière appelée « carrière du village » comprenant des viailles et des gouffres dits aveugles. Elle se situe sous la commune de Savonnières-en-Perthois, département de la Meuse. La carrière du village totalise entre 173 à 200 km de galeries pour une superficie actuelle d'environ 86 ha,.

## Géologie

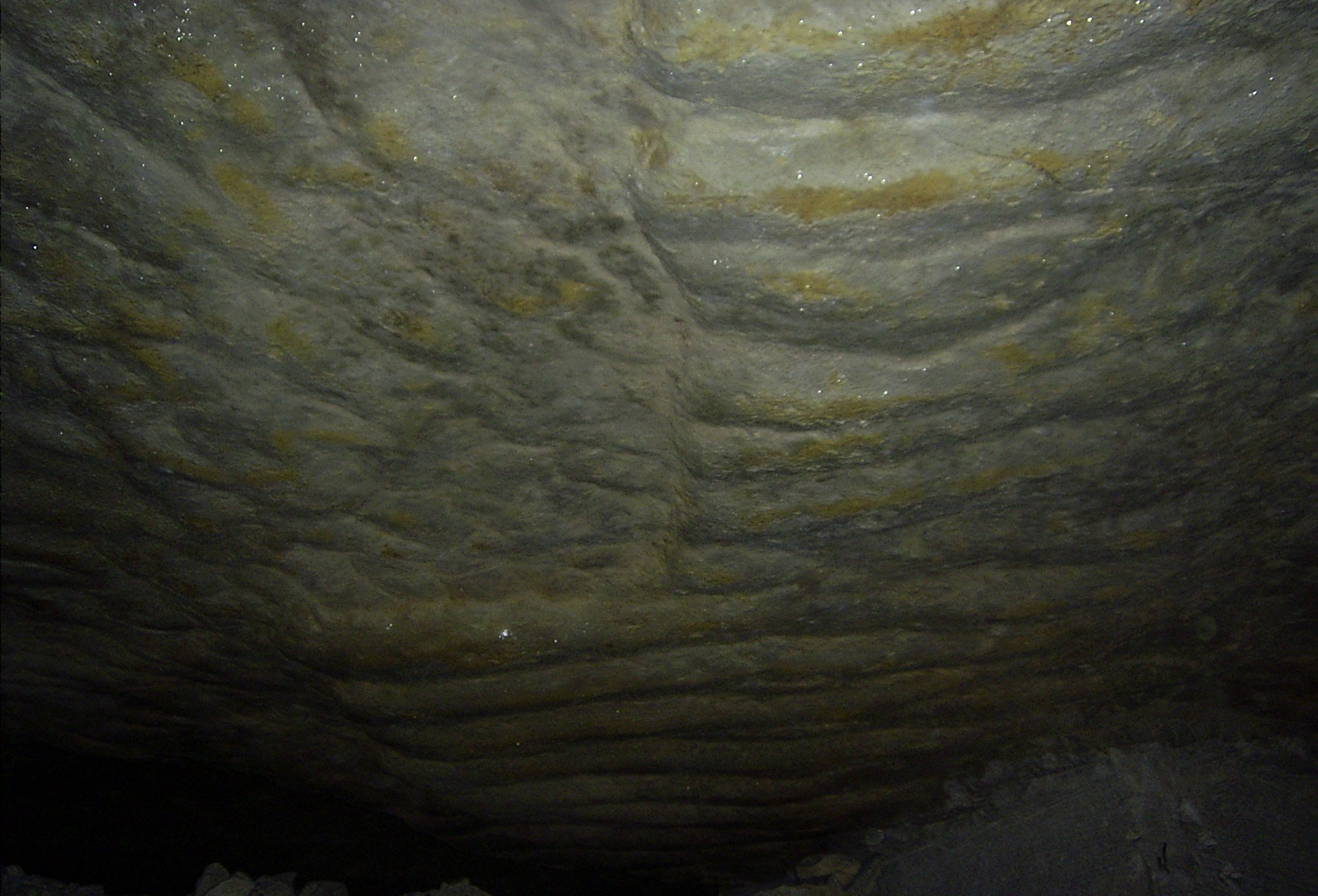
Contre-empreinte de rides de plage "fossilisées", carrière souterraine du village de Savonnières-en-Perthois (Meuse, France).

La pierre de Savonnières est un calcaire oolithique du Tithonien. La strate est haute d'environ 3 mètres. Sa densité est de l'ordre de 1,7 et sa résistance est d'environ 120 kg/cm2, ce qui facilite sa taille et son extraction, alors que sa porosité, de l'ordre de 35 %, la rend non gélive. De plus, la strate est particulièrement compacte et non fissurée ce qui permet d'extraire des blocs importants.
La partie supérieure de la strate exploitée est, par endroits, constituée d'empreintes de rides de plage formées sur le fond marin de l'époque. On peut observer leur « contre-empreinte fossilisée » au niveau de certains plafonds. Elles ont permis d'estimer la profondeur de la mer (de quelques centimètres à 2 mètres) et l'orientation de la plage (sud - sud-est) à l'époque de leur formation.

## Historique

### Exploitation de la pierre
La pierre de Savonnières est exploitée dès l'époque gallo-romaine,. Au début de manière aérienne, l'exploitation s'est majoritairement faite de manière souterraine à partir du XVIIIe siècle.
À l'époque mérovingienne la qualité de pierre permet de réaliser des sarcophages de forme trapézoïdale en un seul morceau. Au Moyen Âge l'extraction s'industrialise et permet de fournir de la matière aux bâtisseurs d'églises (cathédrale Notre-Dame de Reims) et de châteaux (château de Morley en 1378-1379). Pendant la Renaissance la pierre s'exporte pour des édifices religieux (cathédrale Saint-Pierre-et-Saint-Paul de Troyes) et des sculptures. À partir de 1800, la pierre est utilisée aussi bien à Paris (église de la Sainte-Trinité de Paris, mairie du IVe arrondissement, collège Saint-Louis) qu'en région (banque de France de Chaumont, palais de justice de Coulommiers, école des arts industriels à Roubaix, palais des Beaux-Arts à Lille) qu'à l'étranger, principalement aux Pays-Bas (musée à Amsterdam, église à Bréda) et en Belgique (églises à Anvers, athénée - lycée - à Bruxelles), etc.
L'exploitation souterraine s'est arrêtée en 2002, mais de nombreux blocs sont découpés et prêts à être utilisés. La carrière souterraine du village occupe une surface d'environ 86 ha pour 173 à 200 km de galeries qui se sont rejointes. Le volume de pierre extraite est estimé à 2,322 hm3.

### Champignonnières
Le père Bouvret commence l'exploitation du champignon avant la Première Guerre mondiale dans la carrière. Néanmoins, ce n'est qu'à partir de 1930 qu'un champignonniste loue quelques galeries abandonnées pour cultiver des champignons. Dès lors, dès l'abandon d'un chantier pour cause d'épuisement du matériau, les galeries sont louées à des champignonnistes. L'exploitation du champignon de Paris a perduré jusqu'en 2003. Un nouvel exploitant s'est établi dans la carrière à partir de 2017 et, depuis, relance la production de champignons et d'endives à Savonnières.

### Aménagements militaires

#### Aménagements militaires français (1935-1940)
Dès les années 1930, la menace de la guerre se précise. L'armée et l'État tirent les leçons de l'occupation des creutes et carrières souterraines dans l'Oise et l'Aisne pendant la Première Guerre mondiale. En janvier 1935, le directeur du génie de Châlons-sur-Marne estime alors à 14 hectares les vides utilisables cumulés des carrières de Savonnières et d'Aulnois-en-Perthois ce qui permettrait d'abriter entre 15 000 et 20 000 personnes. Puis un autre projet germe : transformer les carrières en dépôt de munitions. En exécution des prescriptions de la lettre 13.648 du 15 décembre 1939 et de la note de service 2655/48 du 31 janvier 1940, une brigade topographique entreprend de rassembler les plans existants. Parallèlement, elle procède au levé des zones non topographiées et au balisage des cheminements. Grâce à un travail intense qui s'achève fin février 1940, il est établi que les carrières s’étendent sur 62 hectares d'un seul tenant.

#### Aménagements militaires allemands (1943-1944)
Dans le courant de 1943 l'armée allemande se met à recenser les vides pouvant héberger les armes volantes V1 et V2. Sous le nom de code 1402, Savonnières fait l’objet d'importants travaux destinés à entreposer 600 V2. La totalité du souterrain est réquisitionnée, ainsi que les immeubles avoisinants, sur l’ordre en date du 1er décembre 1943 de la Feldkommandantur 627 de Bar-le-Duc. Les accès reçoivent quelques terrassements, mais c'est à l'intérieur que les travaux d'aménagement sont les plus spectaculaires. Néanmoins, l'avancée rapide en France des alliés ne permettra pas à cette usine de voir le jour.

#### Projet militaire français de 1952
En 1952, l'armée française envisage d'utiliser la carrière comme magasin de repli du service de santé, mais aucune suite ne fut donnée au projet.

## Art pariétal, graffiti, tags et sculptures

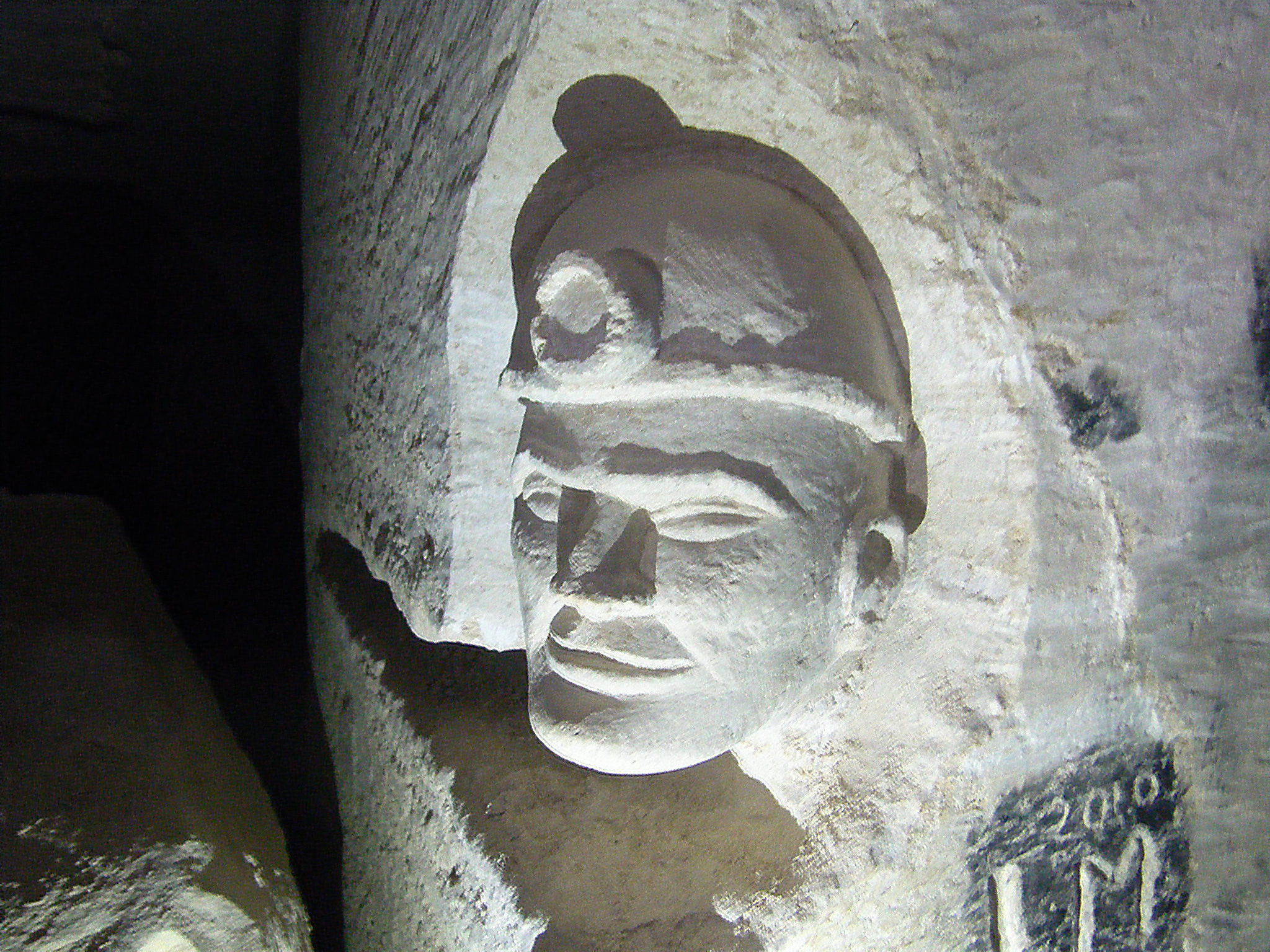
Sculpture de Laurent Morin (2010) dans un pilier, carrière souterraine de Savonnières-en-Perthois (Meuse, France).

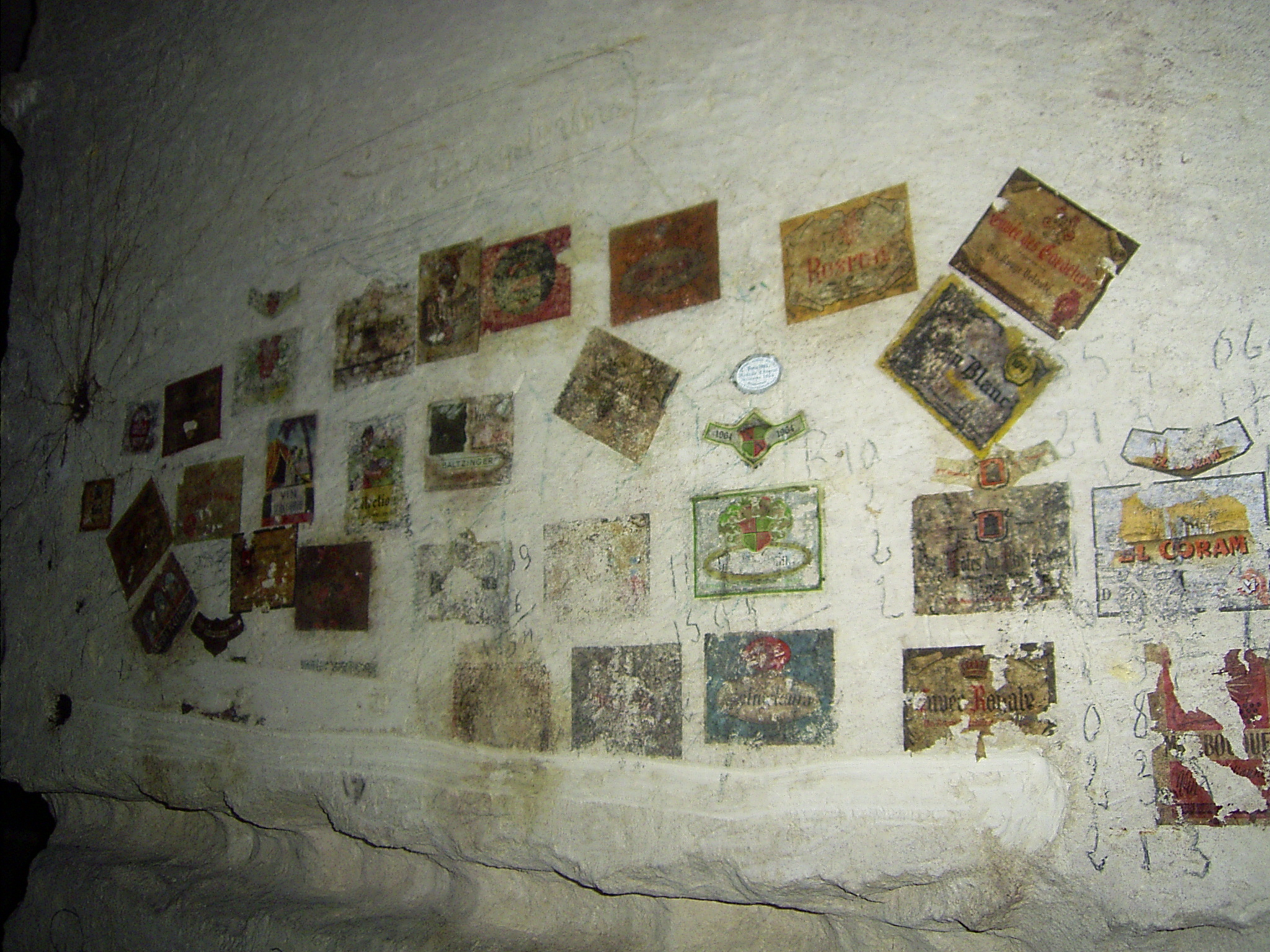
Étiquettes de vins bus par les carriers et collées sur un pilier, carrière souterraine de Savonnières-en-Perthois (Meuse, France).

Au fil du temps divers auteurs, le plus souvent anonymes, ont « décoré » les piliers en place dans la carrière : comptes de carriers, dessins humoristiques ou vulgaires, maximes, etc. mais aussi collages (étiquettes de vins bus par les carriers). L'ensemble représente un intéressant patrimoine de la vie de la carrière.
On trouve également plusieurs sculptures en place, réalisées avec des outils très simples (couteaux) ; ceci est possible grâce à la tendreté de la roche.

## Karst et gouffres
Au fur et à mesure de la progression des carriers, les galeries ont recoupé des viailles, fissures karstiques qui ont vraisemblablement été créées par fantômisation,, lors d'une période indéterminée du Cénozoïque, et qui parcourent l'intérieur de la roche. En plusieurs endroits ces viailles ont fini par se frayer un chemin subvertical afin de donner naissance à une cinquantaine de gouffres profonds de quelques mètres à une soixantaine de mètres. Ces gouffres sont dits aveugles car n'ayant aucun regard sur l'extérieur : leur seul accès se fait depuis l'intérieur de la carrière. La carrière souterraine et ses gouffres forment l'une des plus grandes zones karstiques du Nord-est de la France et attirent non seulement des spéléologues lorrains, mais aussi de Champagne-Ardenne, d'Île-de-France, de Picardie, de Nord-Pas-de-Calais, de Belgique.
Sous la houlette de Daniel Prévot, l'Union spéléologique de l'agglomération nancéienne, club de spéléologie de Nancy (Meurthe-et-Moselle), a travaillé dans les années 1990 sur le site de la carrière pour en établir un plan des cheminements principaux alors que l'Association spéléologique de Haute-Marne (A.S.H.M.), club de spéléologie de Saint-Dizier (Haute-Marne), équipe les gouffres en ancrages permanents afin d'en faciliter les visites, notamment lors d'initiation et stages fédéraux, et établit un plan précis de l’ensemble des galeries et piliers. Quant à lui, le Groupe d'études et de recherches spéléologiques meusien (GERSM), club de spéléologie de Bar-le-Duc, a établi un plan de la carrière avec projection des principales cavités et recense les espèces cavernicoles de la carrière. En 2023, l'A.S.H.M. publie un nouveau plan complet de la grade carrière du village dans le 9e numéro de son bulletin Spélé Eau Boue.
Ayant été fortement polluée pendant des décennies, notamment lors de rave parties sauvages, chaque année la Ligue spéléologique lorraine (LISPEL) y organise depuis 2005, en mars, un week-end de nettoyage auquel est conviée la population locale.
Par ailleurs, la Ligue spéléologique lorraine a aménagé à l'intérieur de la carrière plusieurs parcours accessibles à des personnes à mobilité réduite entre 2014 et 2016,,,, parcours utilisé avec des associations locales pour la découverte du monde souterrain,,.
L'accès à la carrière est réglementé par la mairie. À la suite de l'interdiction d'accès, le comité départemental de spéléologie de la Meuse (C.D.S 55) a signé des conventions d'accès permettant aux spéléologues de poursuivre l'exploration du domaine. Le 27 mars 2022 une opération régionale a permis de baliser la carrière et de nettoyer la zone d'entrée des spéléologues.

### Spéléothèmes

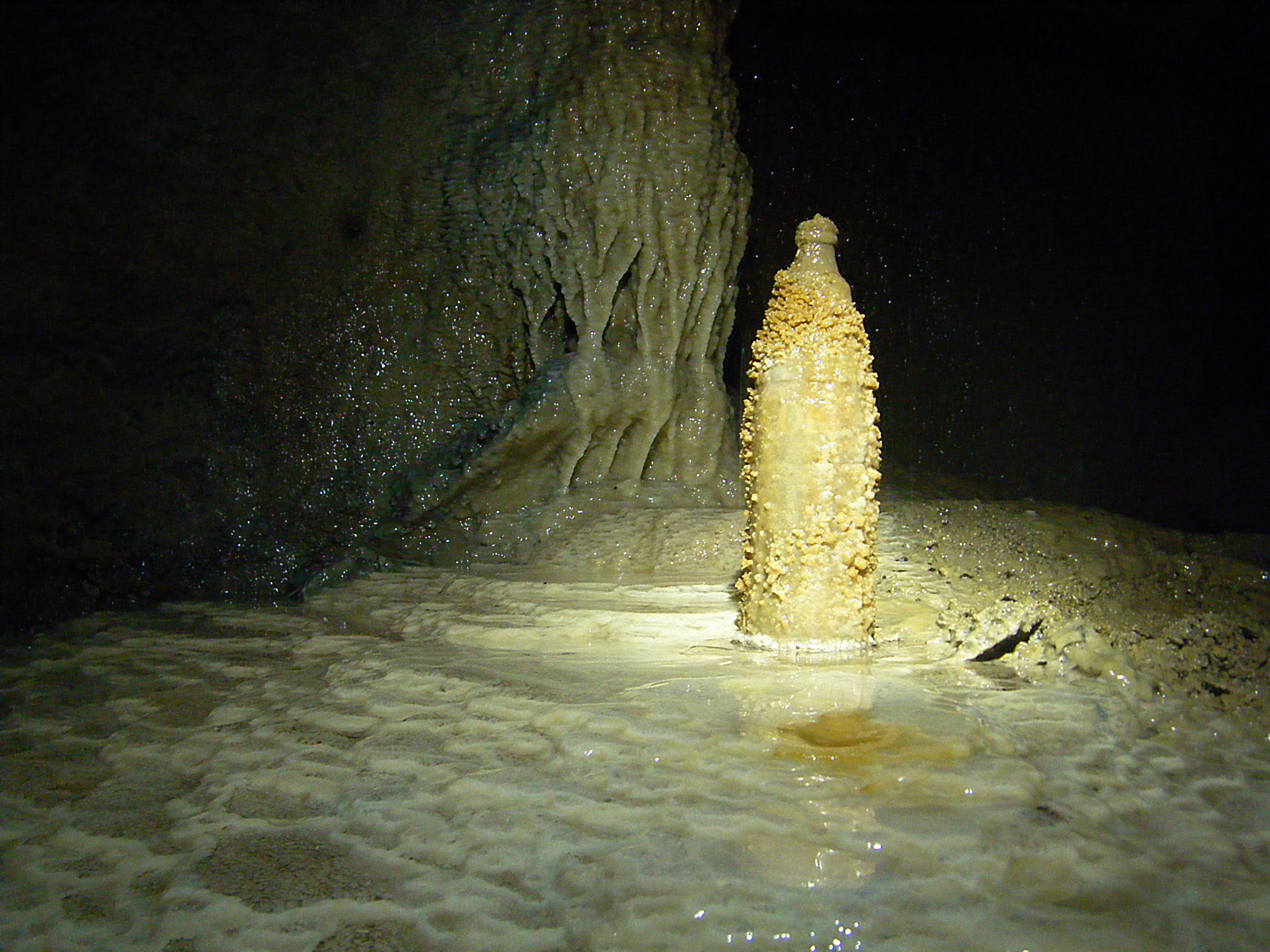
Bouteille recouverte de calcite, carrière de Savonnières-en-Perthois (Meuse, France).

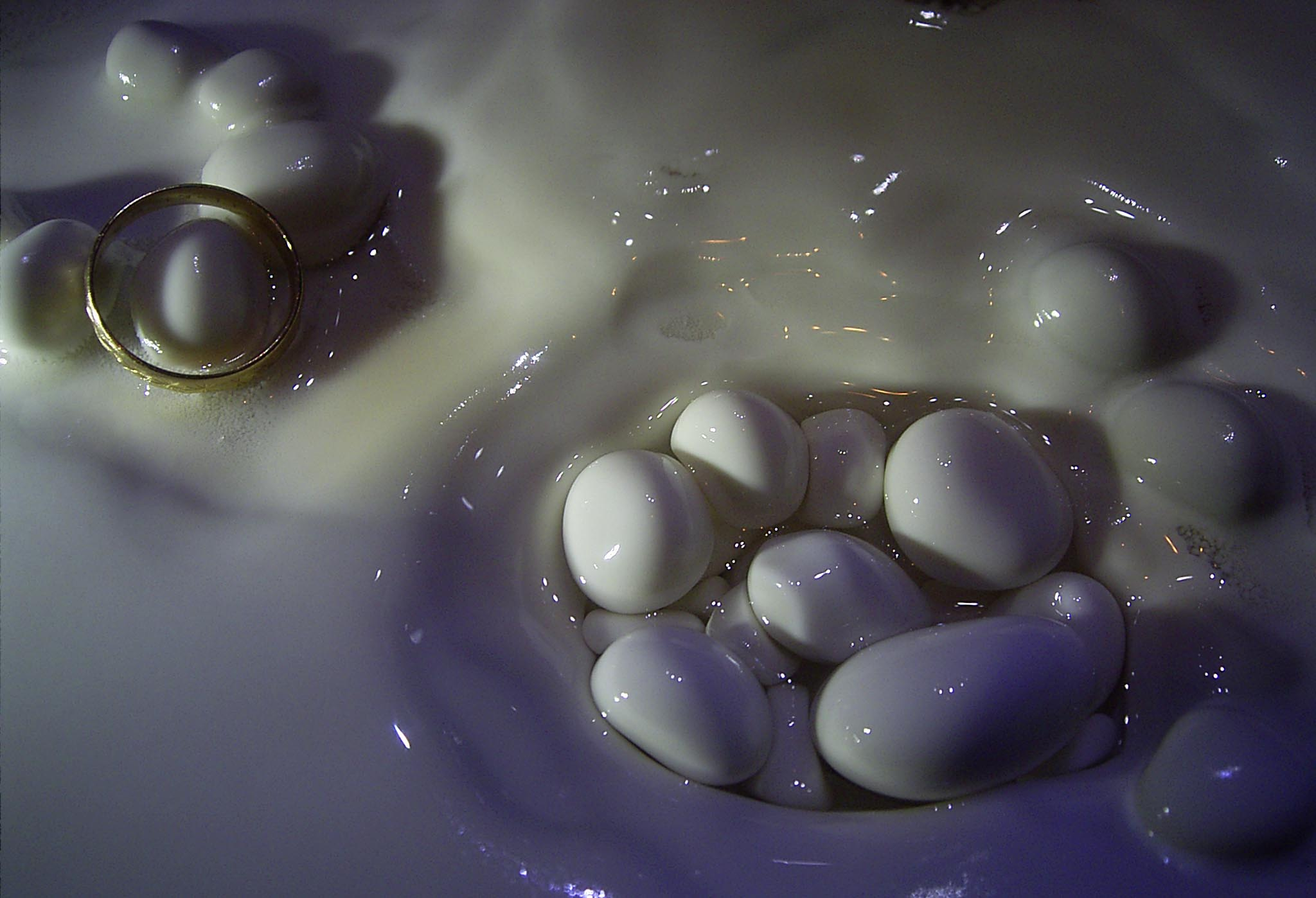
Perles des cavernes, carrière souterraine du village de Savonnières-en-Perthois (Meuse, France).

Les eaux d'infiltration ont produit de nombreux spéléothèmes dont, en particulier, des perles des cavernes de tailles et formes variables.

### Faune
Les viailles et les gouffres sont peuplés en plusieurs endroits de colonies de crustacés stygobies du genre Niphargus et Cæcosphæroma,,,,,,,,,,,,,,.
En hiver, plusieurs colonies de chauves-souris « nichent » dans la partie sud de la carrière.

### Principaux gouffres du domaine
La commune comporte plus de 60 cavités souterraines, dont 8 de plus de 150 m de développement ou de plus de 25 m de profondeur : 
| Gouffre                             | Profondeur | Développement |
| ----------------------------------- | ---------- | ------------- |
| réseau de l'Avenir - Grande viaille | 45 m       | 1 080 m       |
| gouffre de la Besace                | 63 m       | 160 m         |
| gouffre de Cayenne                  | 27 m       | 47 m          |
| gouffre des Chatières               | 30 m       | 190 m         |
| gouffre de la Mèche                 | 40 m       | -             |
| gouffre de Pélagie                  | 40 m       | 120 m         |
| gouffre du Pêt qui Chante           | 32 m       | -             |
| réseau de la Sonnette               | 65 m       | 500 m         |

La profondeur et le développement sont donnés par rapport à l'entrée du gouffre à l'intérieur de la carrière.

## Site protégé Natura 2000
L'hiver, la carrière souterraine héberge d'importantes colonies de chauves-souris qui viennent hiberner. Depuis le 27 mai 2009 la carrière fait partie du site Natura 2000 FR4100247 - Carrières du Perthois : gîtes à chauves-souris.